# Hum To Mohabbat Karega

Hum To Mohabbat Karega est un film hindi réalisé par Kundan Shah. Le film est sorti en 2000.

## Distribution
- Bobby Deol : Rajiv Bhatnagar
- Karisma Kapoor : Geeta Kapoor
- Johnny Lever : Kutti
- Sadashiv Amrapurkar : Inspector Shinde
- Shakti Kapoor : Ketu
- Vijay Kashyap : Havaldar Rokde

## Bande sonore
| # | Titre                      | Chanteur(s)                               |
| - | -------------------------- | ----------------------------------------- |
| 1 | Tere Aagey Peechey         | Alka Yagnik, Kumar Sanu                   |
| 2 | Yeh Khushi Ki Mehfil       | Kumar Sanu, Alka Yagnik                   |
| 3 | Suno Suno, Kaho Kaho       | Alka Yagnik, Kumar Sanu                   |
| 4 | Hum To Mohabbat Karega     | Sonu Nigam, Anu Malik, Sunidhi Chauhan    |
| 5 | Churalo Dil                | Anu Malik, Shradha Pandit                 |
| 6 | Dada Maanja Baba Maanja    | Anu Malik, Alka Yagnik                    |
| 7 | Leh Liya Leh Liya          | Abhijeet, Sukhwinder Singh, Sudesh Bhosle |
| 8 | Hum To Mohabbat Karega (2) | Anu Malik, Sunidhi Chauhan                |